# Ida von Bernicia

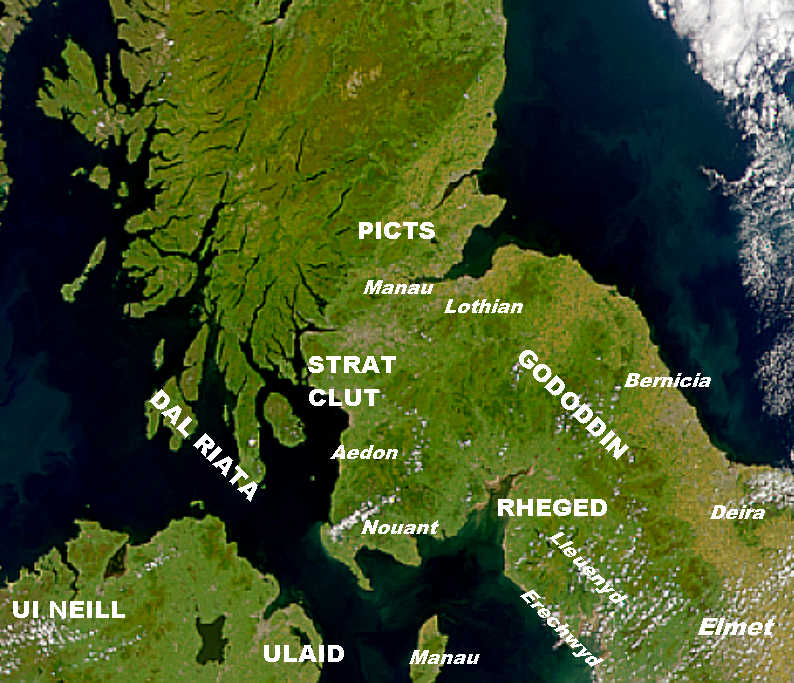
Das nördliche Britannien im 6. Jahrhundert, Bernicia im Osten

Ida († um 559 oder 560) war von 547 bis zu seinem Tod König und möglicherweise der Begründer des angelsächsischen Königreiches Bernicia.

## Leben

### Familie
Idas Großvater Oesa war als erster der Familie nach Britannien gekommen. Idas Vater hieß Eoppa, seine Mutter ist unbekannt.
Ida war mit Bearnoch verheiratet und soll zwölf Söhne gehabt haben. Er gilt als Stammvater des northumbrischen Königshauses. Florentius von Worcester, ein Chronist des 12. Jahrhunderts, schrieb, dass Adda, Belric, Theodric, Æthelric (Sohn oder Enkel), Theodhere und Osmer eheliche Söhne waren. Occa, Ealric, Ecca, Oswald, Sogor, Sogethere soll Ida hingegen mit Konkubinen gezeugt haben. In der Historia Brittonum wurde auch Eadric als Sohn genannt. In der älteren Forschung wurden manchmal auch die späteren Könige Glappa, Hussa und Frithuwald (Freodulf) als Idas Söhne aufgefasst.

### Herrschaft
Es gibt Hinweise darauf, dass Ida von Deira kommend über See nach Bernicia vorstieß und sich in der Küstenregion festsetzte. Ida wurde im Jahr 547 erster König Bernicias. Sein Reich war umgeben von den feindlichen britischen Königreichen Rheged, Manau Gododdin und Dalriada. Er soll Bamburgh-Castle erbaut und mit einem Hag befestigt haben. Dadurch geriet er auch mit König Dutigern in Konflikt, der vermutlich im britischen Königreich Strathclyde herrschte. Bei Bamburgh errang Ida einen wichtigen Sieg über Dutigern und festigte dadurch seine Macht im Osten Nordenglands. Nach anderer Lesart besiegte Ida Dutigern (auch Euderyn, Outigern) und besetzte daraufhin Din-Guaïroï, das heutige Bamburgh. Die von Nennius überlieferte Eroberung Bamburghs durch Ida ist jedoch umstritten. Idas Herrschaftsbereich war vermutlich auf einen Küstenstreifen in der Gegend um Bamburgh und Lindisfarne beschränkt. Nach Idas Tod um 559/560 folgte wahrscheinlich Glappa als König.